# Matthias Graw
Matthias Graw (* 16. Januar 1960 in Hamburg) ist ein deutscher Rechtsmediziner, Lehrstuhl-Inhaber und Vorstand des Instituts für Rechtsmedizin der Ludwig-Maximilians-Universität München.

## Leben
Graw studierte Medizin an der Universität Hamburg. Nach seiner Promotion zum Dr. med. 1987 wechselte Graw an das Institut für Rechtsmedizin der Universität Tübingen und erlangte 1993 die Facharztanerkennung als Rechtsmediziner. Dort habilitierte er sich 1998 und lehrt seit 2001 an der Universität München.
Er wurde 2009 Ordinarius für Rechtsmedizin und Direktor (bis 2011 kommissarisch) des Forensischen Instituts der LMU und folgte damit Wolfgang Eisenmenger nach. Graws Forschungsschwerpunkte sind forensische Methoden im Allgemeinen, Spurenanalysen, Identifikation, Verkehrsmedizin, Verkehrssicherheit und forensische Biomechanik.
2022 wurde Graw das Opfer einer Verleumdung. Er habe angeblich in seiner Doktorarbeit einen Sammelband mit dem Titel Colchicine – 100 years of Research plagiiert. Dieser erwies sich jedoch selbst als erst später hergestellte Fälschung. Die Universität Hamburg wies die Vorwürfe gegen Graw vollständig zurück. Der Auftraggeber für die Anfertigung der Fälschung und für die Beauftragung der Plagiatsjäger Stefan Weber und Martin Heidingsfelder wurde am 6. März 2025 vom Amtsgericht München wegen Verleumdung, Urkundenfälschung sowie Betrug zu einer Freiheitsstrafe von zweieinhalb Jahren verurteilt.

## Schriften (Auswahl)
- Untersuchung zur Chemotaxis von Fibrosarkomzellen in vitro. 1987, OCLC 65505997.
- mit Wolfgang Schubert, Manuela Huetten, Caroline Reimann, Walter Schneider und Egon Stephan: Begutachtungsleitlinien zur Kraftfahreignung. Kommentar. Bonn 2018, ISBN 978-3-7812-1843-7.
- H. T. Haffner, G. Skopp, M. Graw (Hrsg.): Begutachtung im Verkehrsrecht: Fahrtüchtigkeit-Fahreignung-traumatomechanische Unfallrekonstruktion-Bildidentifikation. Springer-Verlag, 2012, ISBN 978-3-642-20224-7.

In der Medline-Datenbank PubMed wird Graw als Autor oder Mitautor von 177 zwischen 1989 und 2023 erschienenen Fachpublikationen genannt.